# Uppståndelsekatedralen, Kiev
Uppståndelsekatedralen eller Patriarkkatedralen för Jesu uppståndelse (ukrainska: Патріарший Собор Воскресіння Христового) är en ukrainsk grekisk-katolsk katedral belägen på den östra sidan av floden Dnepr i distriktet (rajon) Dnipro i närheten av International Exhibition Centre i Kiev i Ukraina. 
Katedralen är helgad åt Jesu uppståndelse, är ukrainska grekisk-katolska kyrkans största kyrka och är säte för storärkebiskopen av Kiev-Halytj i Kiev.
Uppståndelsekatedralen avviker därigenom från de flesta andra kyrkor i Kiev som ligger väster om Dnepr. Placeringen skall symbolisera dess betydelse för hela Ukraina.

## Historia
Uppståndelsekatedralen i Kiev byggdes med hjälp av insamlade medel.
Den första stenen lades i september 2002 och två år senare konsekrerades dess fem kors. Den invigdes den 27 mars 2011 i samband med att storärkebiskopssätet flyttades till Kiev från Lviv.
Patriarkens residens med religiösa och administrativa lokaler samt en stor konferenslokal uppfördes samtidigt som katedralen.